# Tliltocatl vagans
Tliltocatl vagans (Synonym: Brachypelma vagans; selten „Schwarzrote Vogelspinne“ genannt) ist eine Vogelspinne aus der Gattung Tliltocatl. Ihr Verbreitungsgebiet liegt in Mexiko und Zentralamerika. Sie hat eine schwarze Grundfärbung und längere rote Haare auf dem Hinterleib. Manchmal wird  diese Art als Terrarientier gehalten und nachgezüchtet. Sie gleicht in der Färbung den Arten Tliltocatl kahlenbergi, Tliltocatl epicureanus und Tliltocatl sabulosus und kann deshalb mit diesen Arten verwechselt werden.

## Merkmale

Schematischer Vergleich der Spermathek von Brachypelma vagans und Brachypelma kahlenbergi

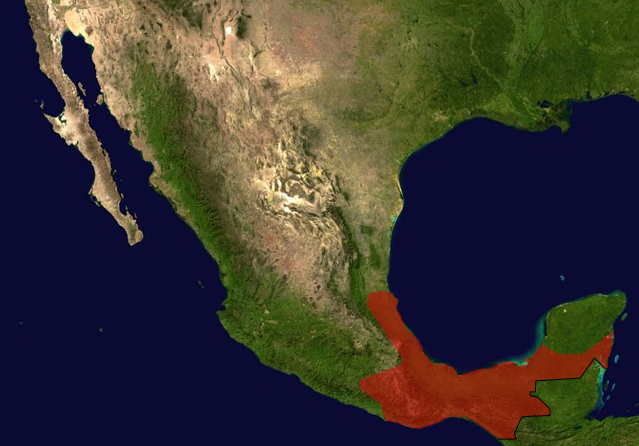
Verbreitung von Brachypelma vagans in Mexiko

Die Schwarzrote Vogelspinne wird bis 6 cm groß (gemessen von den Beißklauen bis zu den Spinnwarzen). Männchen sind ein wenig kleiner und werden durchschnittlich 4 bis 5 cm groß. Sie ist dunkelbraun bis schwarz und hat auf dem schwarzen Opisthosoma lange rote Haare. Ebenso ist das Labium rot. Sie besitzt auf dem Opisthosoma Brennhaare, die sie mit den Hinterbeinen bei Gefahr oder für die zusätzliche Absicherung ihres Gespinst abstreifen kann. Sie sieht bis auf den Carapax in der Färbung der verwandten Brachypelma albiceps ähnlich. Diese hat im Gegensatz zum dunklen Carapax von T. vagans einen gelbbraunen bis goldenen und lässt sich so einfach unterscheiden. T. vagans gibt es nach Rick C. West in zwei Farbvarianten. Die erste hat einen einheitlich dunklen bis samtschwarzen Carapax. Die zweite Variante besitzt einen Saum um den Carapax aus gelbbraunen Haaren und sieht deshalb so aus wie die juvenilen Stadien beider Varianten.
Sie sieht der kleineren Art Tliltocatl kahlenbergi sehr ähnlich und kann mit dieser Art verwechselt werden. T. kahlenbergi hat ebenso eine schwarze Grundfärbung und längere rote Haare auf dem Opisthosoma. Jan-Peter Rudloff gibt bei der Beschreibung von T. kahlenbergi als mögliche Unterscheidungsmerkmale an, dass T. vagans stärkere rote Haare auf dem Opisthosoma habe und diese roten Haare auch auf den Beinen aufzufinden seien. Die Färbung des Carapax von T. kahlenbergi variiere dagegen stark und würde bei einigen Individuen sogar sehr hell erscheinen. Die Färbung ist allerdings kein taxonomisch relevantes Kriterium zur Unterscheidung der Arten und so ist auch zu vermuten, dass sie von Laien verwechselt werden. Die sichere diagnostische Unterscheidung zur Art T. kahlenbergi findet über die Sternalsigillen (beim Sternum auf der Unterseite) sowie über die Anzahl Dornen bei den Tibiaapophysen und die Form der Spermathek statt. Tliltocatl kahlenbergi hat im Gegensatz zu Tliltocatl vagans zwei Dornen bei den Tibiaapophysen.
Bei der Erstbeschreibung der Art Tliltocatl sabulosus gibt F. O. P.-Cambridge einige taxonomische Merkmale an: Bei den Weibchen von T. vagans wie auch T. sabulosus ist der Carapax länger als breit und hat eine schokoladenbraune Behaarung auf dem Carapax. Bei T. sabulosus ist der Carapax aber nur wenig länger als breit (26 mal 24 Millimeter). Die Beine von T. sabulosus haben deutlich helle Streifen, ähnlich wie bei Aphonopelma seemanni. Diese befinden sich bei der Basis der Protarsen und über die gesamte Oberseite der Tibien und Patellen. Bei der Femora sind diese weniger deutlich vorhanden. Dagegen sind die Beine von T. vagans einheitlich dunkel gefärbt. Ein weiteres von Jan-Peter Rudloff dokumentiertes Unterscheidungsmerkmal bildet die Spermathek, die bei T. sabulosus stärker in der Mitte eingebuchtet ist als bei T. vagans.

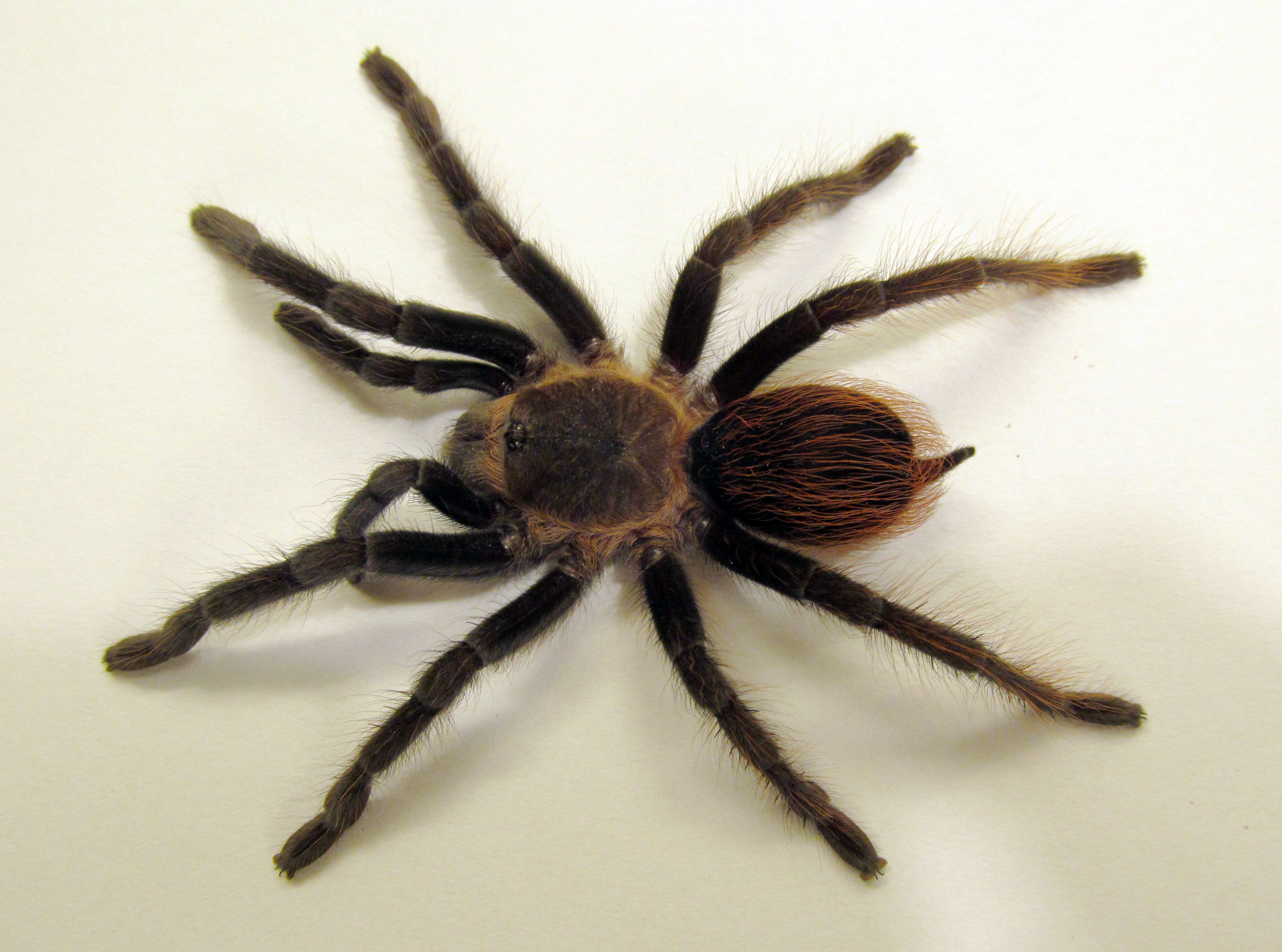
Jugendliches Tier
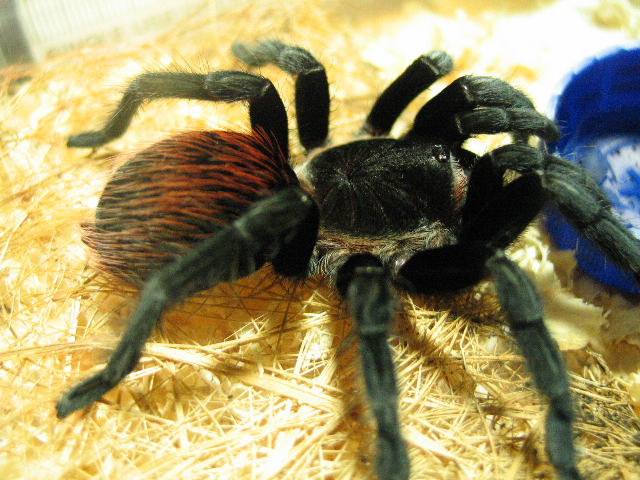
Weibchen
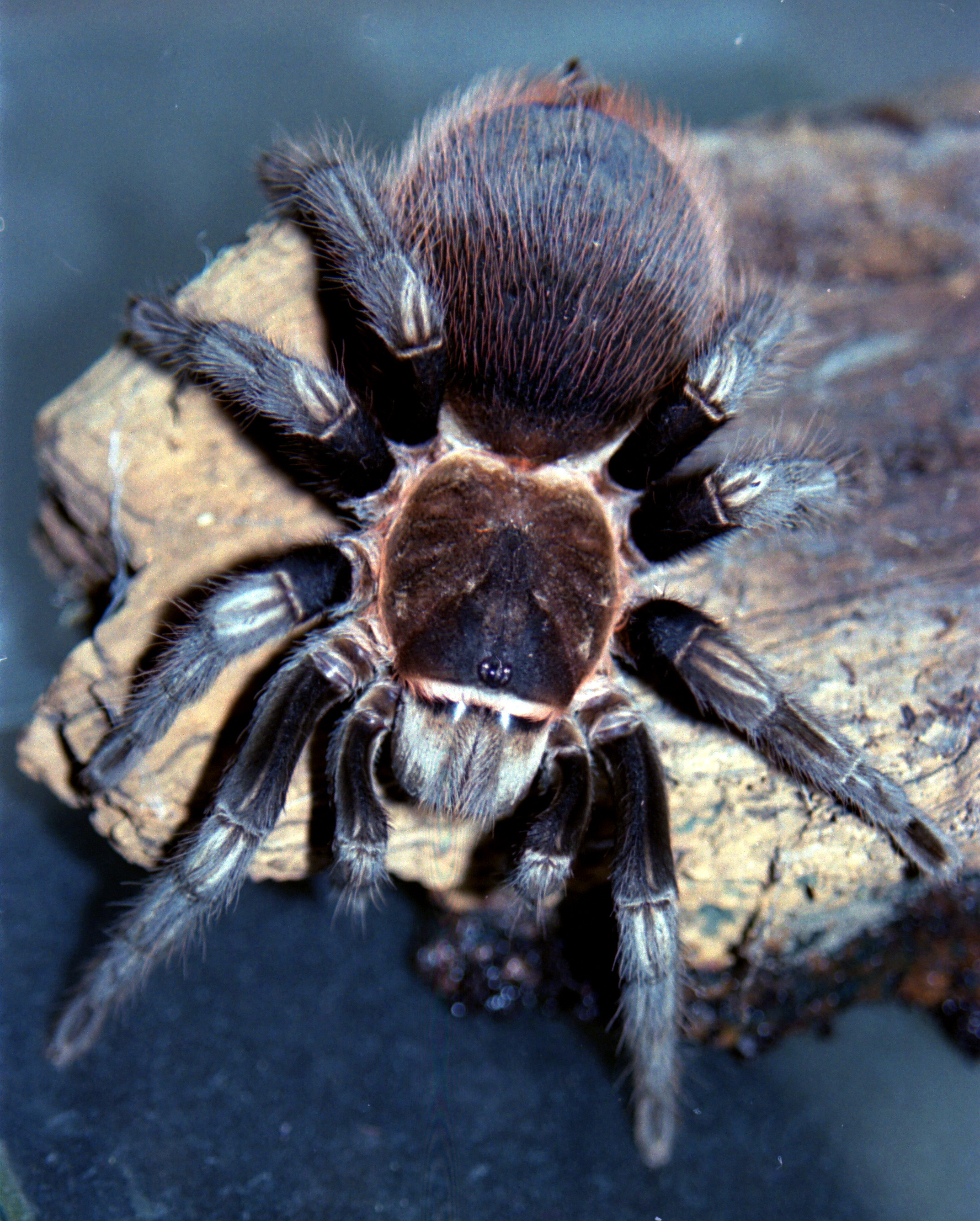
Möglicherweise ein Weibchen von B. sabulosum mit deutlichen hellen Streifen auf den Beinen.

## Lebensraum und Verhalten
Diese Spinne kommt im südlichen Mexiko und in Guatemala vor. In Mexiko erstreckt sich ihr Gebiet von Oaxaca, Chiapas, Tabasco bis nach Veracruz und auf die Halbinsel Yucatán.
In tropischen immergrünen Laubwäldern und im nördlichen Yucatán auch im Übergang vom tropischen Laubwald zum dornigen Trockenwald kommt diese Art natürlicherweise vor. Die Art gilt auch als Kulturfolger, denn man findet sie häufig bei Rodungsstellen unter verrottendem Holz. Im Staat Tabasco wurden sie in großer Population unter Felsbrocken in offenem und von Menschen bewirtschaftetem Gelände gefunden. Populationen mit vielen Individuen wurden auf Viehweiden, Plantagen und Rasen entdeckt.
Geschlechtsreife Männchen sterben sechs Monate nach der Reifehäutung. Ein Kokon enthält bis maximal 2000 Eier, durchschnittlich 500 Eier. Die Jungtiere verlassen den Bau in einer oder mehreren Kolonnen und bilden vermutlich so später kolonienartige Gruppierungen.

## Nutzung durch den Menschen
Das Gift dieser Vogelspinnenart wird zum Ziel der pharmazeutischen und landwirtschaftlichen Nutzung erforscht.
Bei Schamanen der Chol Indianer dient Tliltocatl vagans zermalmt, mit 97 % Alkohol vermengt und durch Baumwollgewebe gesiebt, als getrunkenes Medikament gegen die sogenannte Krankheit „Air de tarantula“ (dt. „Vogelspinnenluft“), die nach Symptomen von starkem Husten, Schmerzen in der Brust und brennenden Bauchschmerzen diagnostiziert wird. Das Sieben dient wahrscheinlich zum Auswaschen der Brennhaare. Der Trunk wird auch manchmal mehrmals vom Patienten eingenommen.
Tliltocatl vagans wird zudem als Terrarientier gehalten. Es ist anzunehmen, dass sich zwischenzeitlich durch fehlerhafte Bestimmung von Zuchttieren etliche Tliltocatl-Hybriden in Terrarien gehalten werden, die dem Farbschema „dunkle Grundfärbung, längere rote Abdominalbehaarung“ folgen und als Tliltocatl vagans bezeichnet werden.